# قطارهای حومه‌ای در ایران
راه‌آهن حومه به راه‌آهنی گفته می‌شود که میان مرکز شهر و شهرک‌ها، مناطق اطراف و حومهٔ آن ساخته شده‌است. طول این راه‌آهن معمولاً تا ۱۵ کیلومتر بوده و سرعت قطار آن ۵۰ تا ۲۰۰ کیلومتر بر ساعت است. استفاده‌کنندگان راه‌آهن حومه بیشتر افرادی هستند که محل کار آن‌ها در مرکز شهر و محل زندگیشان مناطق حومه است.
درواقع قطارهای حومه‌ای، قطارهایی هستند به منظور صرفه‌جویی در هزینه‌ها و همچنین به منظور کاهش آلودگی‌های ترافیکی و زیست‌محیطی برای دسترسی راحت‌تر ساکنان شهرهای حومهٔ یک کلان‌شهر به آن شهر، فعالیت می‌کنند.
هزینهٔ استفاده از قطارهای حومه‌ای، مشابه مترو و بسیار ارزان‌تر از قطارهای مسافرتی است. درواقع می‌توان قطارهای حومه‌ای را به متروی برون‌شهری با فاصلهٔ نسبتاً زیادتر تشبیه کرد.

## قطارهای حومه‌ای ایران
خطوط حومه‌ای در ایران مدت زمان زیادی نیست که معرفی شده و به بهره‌برداری رسیده‌اند، اما در همین بازهٔ کوتاه با استقبال زیادی از سوی ساکنان حومه قرار گرفته‌اند.
تعریف قطارها و خطوط حومه‌ای در ایران نسبت به دیگر کشورها کمی متفاوت‌تر بیان می‌شود، چرا که قطارهای حومه‌ای در ایران صرفاً نه فقط برای اتصال شهرک‌ها و حومهٔ کلانشهر، بلکه برای اتصال شهرهای کوچک و بزرگ اطراف به کلان‌شهر نیز مورد استفاده قرار می‌گیرند.
درحال حاضر خطوط حومه‌ای در 7 ناحیهٔ کشور در حال بهره‌برداری هستند که عبارت‌اند از:
- تهران
- آذربایجان
- خراسان
- جنوب
- شمال
- جنوب شرق
- لرستان-زاگرس

## خطوط حومه‌ای ایران

### تهران

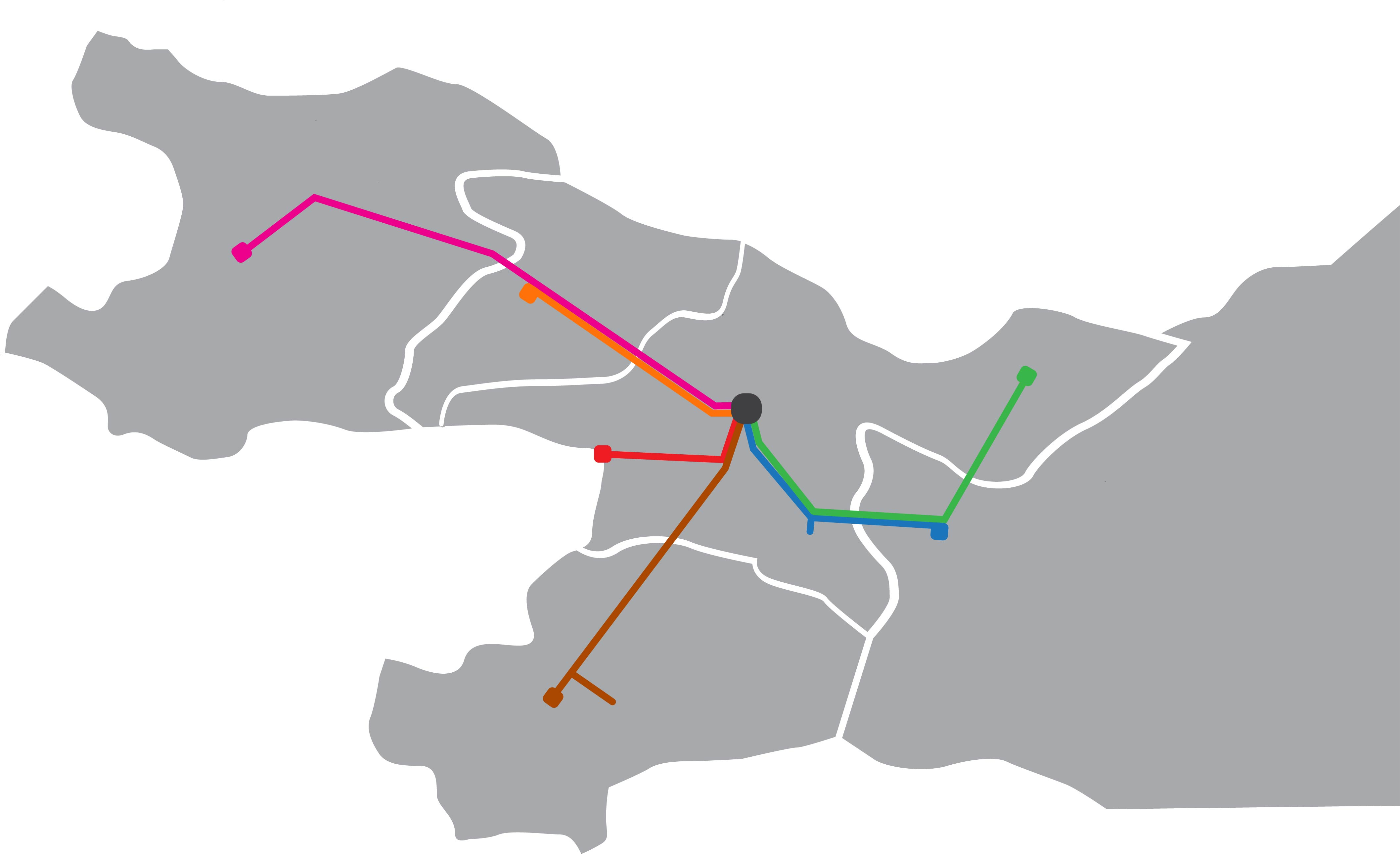
خطوط حومه‌ای تهران

ناحیهٔ تهران با بیشترین تعداد خطوط و قطارهای حومه‌ای، بیشترین مسافران حومه‌ای را دارد. خطوط این ناحیه دسترسی آسان‌تر ساکنان شهرهای اطراف تهران از ۴ استان را به پایتخت فراهم می‌کنند.
خطوط تهران شامل:
| عنوان خط             | مسیر(ها)                                     | موقعیت نسبت به پایتخت | قطار(ها) |
| -------------------- | -------------------------------------------- | --------------------- | -------- |
| تهران-پرند           | ۱ مسیر (تهران-پرند)                          | جنوب غرب              | ۱۴       |
| تهران-کرج-هشتگرد*    | ۱ مسیر (تهران-هشتگرد)                        | غرب                   | ۴        |
| تهران-قزوین-تاکستان* | ۲ مسیر (تهران-قزوین) (تهران-تاکستان)         | شمال غرب              | ۳        |
| تهران-قم             | ۲ مسیر (تهران-قم) (تهران-جمکران)             | جنوب                  | ۶        |
| تهران-پیشوا-گرمسار   | ۲ مسیر (تهران-پیشوا-امام‌زاده) (تهران-گرمسار) | شرق                   | ۱۰       |
| تهران-فیروزکوه       | ۱ مسیر (تهران-فیروزکوه)                      | شمال شرق              | ۱        |

*خط حومه ای غرب و شمالغرب تهران، تحت عنوان کلی تهران-هشتگرد-قزوین-تاکستان توسط راه آهن معرفی شده است.
اما با توجه به اینکه ۲ مسیر دیگر مربوط به استان قزوین می باشند، در این مقاله خط هشتگرد و خط قزوین-تاکستان از هم جدا در نظر گرفته شده،چون عملا شرکت راه آهن حومه این دو خط را مجزا می داند.

#### ایستگاه ها

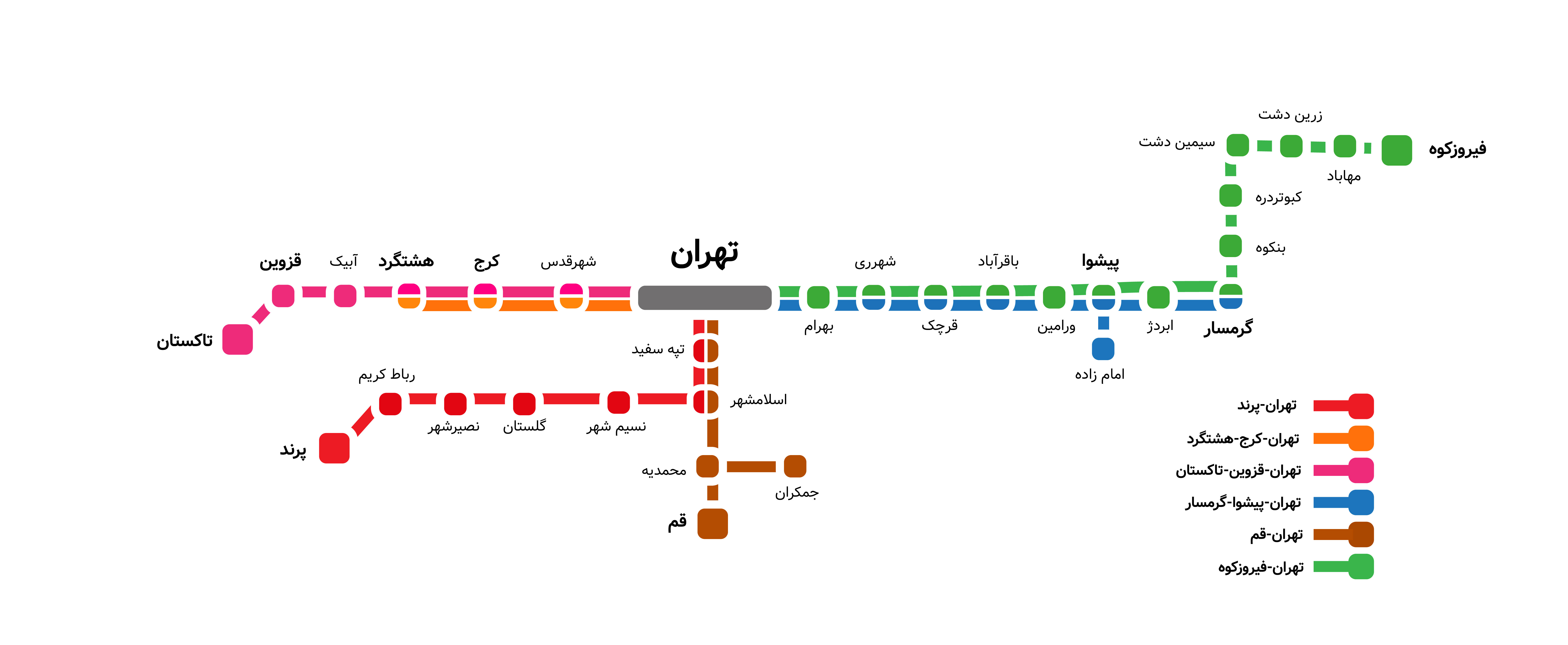

### آذربایجان
در ناحیهٔ آذربایجان، ۲ خط حومه‌ای، کلانشهر تبریز را به جلفا و دانشگاه شهید مدنی متصل می‌کنند.
| عنوان خط                | مسیر(ها)                | قطار(ها) |
| ----------------------- | ----------------------- | -------- |
| تبریز-دانشگاه شهید مدنی | تبریز-دانشگاه شهید مدنی | ۵        |
| تبریز جلفا              | تبریز جلفا              | ۱        |

### خراسان
در این ناحیه، یک خط حومه‌ای سرخس را به کلانشهر مشهد متصل می‌کند و دارای دو قطار در یک مسیر است.
| عنوان خط  | مسیر(ها)  | قطار(ها) |
| --------- | --------- | -------- |
| مشهد-سرخس | مشهد-سرخس | ۲        |

### جنوب
خطوط حومه‌ای جنوب، شهرهای اطراف کلانشهر اهواز را به آن و شهرهای دیگر خوزستان را به‌هم متصل می‌کنند.
| عنوان خط            | مسیر(ها)                            | قطار(ها) |
| ------------------- | ----------------------------------- | -------- |
| اهواز-اندیمشک       | اهواز-اندیمشک                       | ۲        |
| اهواز-خرمشهر        | اهواز-خرمشهر                        | ۱        |
| اندیمشک-درود        | اندیمشک-درود                        | ۲        |
| کارون-سربندر-ماهشهر | ۲ مسیر (کارون-سربندر)(کارون-ماهشهر) | ۳        |

### شمال
خطوط حومه‌ای شمال ایران، شهرهای استان‌های مازندران و گلستان را به هم متصل می‌کنند.
| عنوان خط        | مسیر(ها)           | قطار(ها) |
| --------------- | ------------------ | -------- |
| گرگان-پل سفید   | گرگان-ساری-پل سفید | ۳        |
| گرگان-اینچه‌برون | گرگان-اینچه‌برون    | ۱        |

### جنوب شرق
خطوط حومه‌ای جنوب شرق، شهرهای استان سیستان و بلوچستان را به هم متصل می‌کنند.
| عنوان خط   | مسیر(ها)   | قطار(ها) |
| ---------- | ---------- | -------- |
| زاهدان-خاش | زاهدان-خاش | ۱        |

### لرستان-زاگرس
این خط استان خوزستان(اندیمشک) را به لرستان(دورود) متصل میکند.
| عنوان خط      | مسیر(ها)      | قطار(ها) |
| ------------- | ------------- | -------- |
| اندیمشک-دورود | اندیمشک-دورود | ۲        |